# For a Minor Reflection
For a Minor Reflection ist eine isländische Band aus Reykjavík.
Die Band wird den Stilrichtungen Post-Rock und Alternative Rock zugerechnet. Sie wird häufig verglichen mit Bands wie Explosions in the Sky oder Mogwai.
Aufmerksamkeit erlangte sie vor allem dadurch, dass sie im November 2009 für 15 Konzerte die isländische Band Sigur Rós auf ihrer Tour begleitete.

## Geschichte
For a Minor Reflection besteht aus den vier Bandmitgliedern Kjartan Holm, Guðfinnur Sveinsson, Elvar Jón Guðmundsson und Andri Freyr Þorgeirsson.
Gegründet wurde die Band als Hard-Rock-Cover-Duo in Reykjavík. Nach kurzer Zeit kam ein weiteres Bandmitglied hinzu und der Stil der Band änderte sich hin zum Indie-Rock. Im Jahr 2006 kam mit Guðfinnur Sveinsson das letzte Bandmitglied hinzu. For a Minor Reflection wurde zu einem Bluesquartett, später zu einer Pink-Floyd-Coverband. Nach einiger Zeit als Coverband begann die Band eigene Songs zu schreiben, die dem Stil des Post-Rock zugeordnet werden können.
2007 nahmen For a Minor Reflection ihr erstes selbstproduziertes Album mit dem Titel Reistu þig við, sólin er komin á loft... (deutsch: Steh auf und scheine, die Sonne ist aufgegangen...) auf. Das Album beinhaltet sechs Lieder, die typisch für das Genre des Post-Rocks häufig eine Länge von über 10 Minuten erreichen. Zur gleichen Zeit gingen sie in den USA und Kanada auf Tour.
2009 verließ der Schlagzeuger Jóhannes Ólafsson die Band, um sich mehr auf seine Ausbildung zu konzentrieren. Für ihn wurde Andri Freyr Þorgeirsson neuer Schlagzeuger. Im Sommer des gleichen Jahres nahm die Band ihr zweites Album Höldum í átt að óreiðu (deutsch: Aufbrechen in Richtung Chaos) im Studio der Band Sigur Rós auf, zusammen mit dem amerikanischen Produzenten Scott Hackwith. Das Album hat, anders als sein Vorgänger, insgesamt 10 Lieder, die jedoch meist kürzer sind als die Lieder des ersten Albums.
2011 spielten For a Minor Reflection unter anderem bei dem ungarischen Sziget Festival in Budapest.

## Diskografie
Alben
- 2007: Reistu þig við, sólin er komin á loft...
- 2010: Höldum í átt að óreiðu

EPs
- 2012: For a Minor Reflection EP

Livealben
- 2013: Live at Iceland Airwaves (Aufgenommen in der Harpa 2. November 2012)

DVD
- 2013: Live at Iceland Airwaves (Aufgenommen in der Harpa 2. November 2012)